# Elecciones generales de Groenlandia de 1984
Elecciones generales tuvieron lugar en Groenlandia el 6 de junio de 1984. Tanto Siumut como Atassut obtuvieron 11 de los 25 escaños del Parlamento. Las elecciones tuvieron lugar durante las negociaciones de la salida de Groenlandia de la Comunidad Económica Europea.

## Resultados
| Partido                                       | Votos  | %     | Escaños | +/– |
| --------------------------------------------- | ------ | ----- | ------- | --- |
| Siumut                                        | 9 949  | 44,11 | 11      | –1  |
| Atassut                                       | 9 873  | 43,77 | 11      | –1  |
| Inuit Ataqatigiit                             | 2 732  | 12,11 | 3       | +1  |
| Votos en blanco/nulos                         | 534    | –     | –       | –   |
| Total                                         | 23 088 | 100   | 25      | –1  |
| Electores registrados/participación           | 34 582 | 66,76 | –       | –   |
| Fuente: Election Passport Parties & Elections |        |       |         |     |